# Condega
Condega es un municipio del departamento de Estelí en la República de Nicaragua, fue fundado el 9 de junio de 1962.

## Geografía
Condega se encuentra ubicado en el departamento de Estelí. La cabecera municipal está ubicada a 185 kilómetros de la capital de Managua.
- Altitud: 560 m s. n. m.
- Superficie: 397.78 km²
- Latitud: 13° 21′ 0″ N
- Longitud: 86° 24′ 0″ O

### Límites
El municipio de Condega limita al norte con los municipios de Palacagüina y Telpaneca que pertenecen al departamento de Madriz; al sur con el municipio de Estelí; al este con el municipio de San Sebastián de Yalí que pertenece al departamento de Jinotega; y al oeste con los municipios de Pueblo Nuevo y San Juan de Limay.

### Topografía
Presenta pendientes fisiográficas de escarpadas a extremadamente escarpadas con presencia de mesas y pequeñas planicies intercratéricas, variando sus pendientes en planicies suaves hasta pendientes fuertes en las montañas, mostrando diferencias marcadas en altitud, las que van desde los 550 m s. n. m. en el valle de Condega hasta los 1450 m s. n. m. en loa parte montañosa, lo que comprende las microrregiones de El Bramadero, Los Corralitos y San Jerónimo. Las mayores elevaciones son: el cerro Canta Gallo (1485 m s. n. m.), cerro El Roble (1470 m s. n. m.), cerro Las Cumbres (1348 m s. n. m.) y cerro El Jilguero (1345 m s. n. m.). El área agrícola del municipio está caracterizada por una Ilanura aluvial bien drenada que oscila entre los 550 y 800 m s. n. m.

### Flora y fauna
El municipio de Condega presenta un terreno bastante irregular, desde pequeñas planicies como el Valle de Condega a 560 m s. n. m., hasta pendientes que pueden llegar hasta los 1,485 m s. n. m., el Cerro Pálido, Cerro Canta Gallo y el Cerro de Cuba.
El municipio tiene dos tipos de bosques: conífera (1,000 m s. n. m.) y de nebliselva (superior a los 1,000 m s. n. m.).
El ecosistema bosque nuboso o de nebliselva se ubica encima de los 700 m s. n. m. se caracteriza por la humedad en el ambiente y la presencia de muchas plantas epifitas, entre ellas bromelias, helechos y orquídeas.
El cafetal con sombra natural del municipio es de referencia por la calidad del grano, pero a la vez de gran importancia para albergar árboles y fauna nativa importante.
La fauna silvestre es muy diversa aún se encuentran especies como el venado, guatusa, sahíno, pizote, mono congo, carpintero cheje, carpintero carinegro, ranchero, halcón peregrino, tucán y oropéndola.

## Historia
Existen diferentes teorías acerca del origen del nombre del municipio, la primera indica que un hombre muy rico conocido como "El Conde de Gales", habitó por esas tierras en la época colonial, mucho después del éxodo indígena, producto de la conquista española, recibiendo el pueblo, el nombre de "Condega" por voluntad del Conde.
Otras versiones de los historiadores que interpretan el origen a partir de su derivación de los vocablos indígenas de ascendencia chorotega afirman que: "Conthecatl" significa "Tierras de Alfareros" o del mexicano antiguo "Comilt - Tecatl" que significa "Pueblo de Alfareros". Otra versión aduce la derivación del nombre a partir de la combinación de "Comalli - Tecatl", que significa "Pueblo de Comaleros", coincidiendo en reconocer la dedicación a la artesanía cerámica de los antepasados del municipio.
A pesar de las variadas teorías sobre el origen del nombre, la frase: "Condega, Tierra de Alfareros", se ha convertido en un elemento sólidamente integrado, a la afiliación de los habitantes de este municipio. Esta identificación con la alfarería en la población se evidencia por una parte con el hallazgo de más de 3000 piezas completas y una buena cantidad de fragmentos de diversos objetos de cerámica policromada, vasijas, incensarios, ollas funerarias, piedras de moler y otros que se han seleccionado y expuesto en el museo arqueológico "Julio César Salgado" de la ciudad.
El sitio de Condega fue habitado desde épocas prehispánicas, como lo atestiguan los restos arqueológicos encontrados en el área urbana y comunidades cercanas. Según los arqueólogos, estos objetos se clasifican en un período entre el 800 al 1200 d. C.
Esta zona tuvo una gran importancia de intercambio cultural y trueque comercial con otras poblaciones aborígenes de la zona norte Ulúa-Yojoa de Honduras, dada por el descubrimiento de cerámica de tipo Ulúa Policroma y Babilonio, y los moldes de barro para vaciado de figuras.
En la actualidad, la población de Condega, muestra cierta diversidad de rasgos físicos, que denotan diferentes procedencias de grupos étnicos. La población de la cuenca del río Pire tienen rasgos afrocaribeños, la de la zona de Canta Gallo tienen rasgos amerindios y la de la zona de Guayucalí tienen rasgos de raza blanca con ojos claros.
Condega es una antigua comunidad nativa americana ya mencionada en 1603 en el primer período de evaluación de los españoles para Nueva Segovia.
- En 1654 el filibustero Henry Morgan incursionando por el río Coco destruyó y saqueó el poblado de Nueva Segovia, lo que motivó la emigración de sus pobladores hacia el sur, producto de la cual se formaron los pueblos de Villa Vieja, Pueblo Nuevo, Condega, Somoto y Ocotal.
- En 1750, Condega pertenecía al partido de Segovia, dependía del gobierno de León.
- El 7 de septiembre de 1956 en medio de la lucha contra las tropas, Condega fue elevada al rango de Villa.
- El municipio de Condega fue fundado el 9 de junio de 1962.
- El 9 de junio de 1962 por Decreto Legislativo, la villa es elevada al rango de Ciudad.
- El municipio de Condega tiene una población de aproximadamente 31 258 personas.

Condega fue en 1979 el primer municipio de Nicaragua que los sandinistas liberaron de la dictadura de Anastasio Somoza Debayle.

## Demografía
Condega tiene una población actual de 36,477 habitantes. De la población total, el 47.9% son hombres y el 52.1% son mujeres. Casi el 35.2% de la población vive en la zona urbana.

## Organización territorial
Para efectos de planificación y ordenamiento del territorio, el municipio se ha subdividido en microrregiones que responden fundamentalmente al criterio de la organización especial de los asentamientos humanos, la cobertura de los servicios sociales y la dotación de infraestructura.
| Subsistema Condega | Subsistema Arenales         | Subsistema Pire         | Subsistema Laguna       | Subsistema El Jocote |
| ------------------ | --------------------------- | ----------------------- | ----------------------- | -------------------- |
| Ducuale Grande     | Arenales (San Pedro)        | Santa Teresa            | Santa Rosa              | Jocote Abajo         |
| El Jobo            | Piedra Larga Arriba         | Potrerillos             | Sabana Grande           | Jocote Arriba        |
| Santa Rita         | Los Potreros                | Chagüite Grande         | El Hato                 | El Tule              |
| San Francisco      | La Montañita de los Fuentes | Laguna de los Hernández | Cialcuna                | Guayucalí            |
| Ducualí            | San Ramón                   | El Níspero              | Laguna de Santa Rosa    | Santa Isabel         |
| El Castillo        | Piedra Larga Abajo          | El Algodonal            | El Aguacate             | Plan de Granma       |
| San Diego          | Las Pitillas                | Jesús María             | San José del Gualiqueme |                      |
| Playsi             |                             |                         |                         |                      |
| El Mojón           |                             |                         |                         |                      |

El municipio de Condega se divide en 17 barrios en el sector urbano: Alcides Meza, 20 de Septiembre, Canta Gallo, Casco García, Esfuerzo #1, Esfuerzo #2, Evaristo Cruz, Francisco Luis Espinoza, Guadalupe, Juanita Vizcaya, Mildred Centeno, Moisés Córdoba, Praga, Prudencio Serrano, Santiago Baldovinos, Triunfo de la Revolución y Valle de Jesús.

## Clima
En Condega, la temporada de lluvia es opresiva y nublada, la temporada seca es mayormente despejada y es cálida durante todo el año. Durante el transcurso del año, la temperatura generalmente varía de 19 a 33 °C y rara vez baja a menos de 16 °C o sube a más de 35 °C.
En términos generales, el municipio presenta un clima de sabana tropical que tiene sus variaciones según su altitud. Las características más importantes son:

### Precipitaciones
La zona presenta una precipitación promedio anual de 800 y 900 mm anual, por lo que se caracteriza como una zona seca, sin embargo, se observan diferencias en su distribución anual.

### Temperatura
Las temperaturas medias son cálidas y oscilan entre 22,6 a 24,2 °C. La temperatura medio anual es de 24,6 °C.

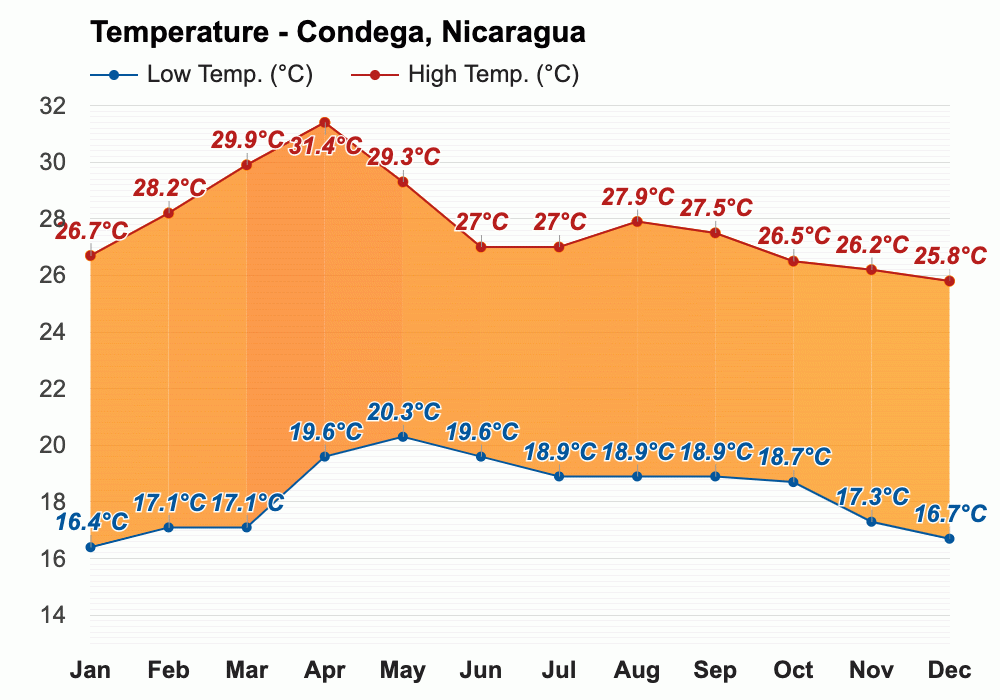
Temperatura promedio anual en Condega.

Más información sobre el clima de Condega en tiempo real, en este enlace: .

## Economía
La base económica del municipio de Condega descansa en la producción agropecuaria, principalmente en el cultivo de granos básicos como el maíz, uvas, frijoles y café, junto con el cultivo de tabaco; y la ganadería de mayor relevancia.

## Infraestructura
La vialidad del municipio está constituida por cuatro redes:
- Red primaria: Se compone de la Carretera Panamericana que atraviesa el municipio de norte a sur. La carretera es de gran utilidad para el municipio de Condega, al facilitar la comunicación con la cabecera departamental y otros municipios y ser utilizada como vía de tráfico internacional hacia los países vecinos del área centroamericana.

- Red secundaria: Está compuesta por las carreteras que permiten la comunicación con las comunidades rurales y otros municipios. Las carreteras permiten la unión de Condega con El Tule en un tramo de 31 km; sirve de comunicación con el municipio de Yalí, otro camino de importancia clasificado como colector secundario une a Condega con las comunidades de la cuenca del río Pire. El camino es transitable en verano y con dificultad en algunos tramos, en invierno.

- Red terciaria: Esta última se compone por caminos vecinales que solo son transitables durante el verano y conectan a las comunidades rurales con la red secundaria y primaria. Existen dos puentes que permiten la comunicación de las comunidades de Hondura Azul y Ducuale Grande.

- Red urbana: La cabecera municipal tiene una red de aproximadamente 190 cuadras las que presentan condiciones de accesibilidad a medias. El municipio cuenta con una red vial de aproximadamente 208 y 112 kilómetros de caminos.

### Transporte
El municipio cuenta con la terminal de buses sobre la Carretera Panamericana, presentando el servicio de transporte colectivo interurbano ordinario, que circulan en el municipio de Condega, estableciendo comunicación con las regiones del Norte, Centro y Pacífico de Nicaragua.

### Telecomunicaciones
Actualmente existen más de 220 líneas de servicio que es la capacidad instalada en la planta del municipio (Sistema Análogo) de ellas 8 líneas están destinadas al servicio público, ubicadas en las instalaciones de la Empresa Nicaragüense de Telecomunicaciones (ENITEL), 14 líneas asignadas a Instituciones y Empresas, 140 líneas particulares, 58 líneas en el sector comercial.
Al año 2023, la Empresa Nacional de Transmisión Eléctrica (ENATREL), en el municipio de Condega, ha inaugurado varios proyectos de electrificación construyendo cientos de kilómetros de red de distribución, ejecutadas en comunidades como El Jilguero, Los Corralitos, El Coyol, Tierra Colorada, Yuluca, San José, Las Brumas, Potrerillos, La Montañita, Santa Teresa, San Luis, Santa Rosa, El Níspero, Baronesa, y otras comunidades.

## Cultura
El municipio de Condega cuenta con una riqueza histórica artesanal de antaño, historias que son narradas a través de los vestigios indígenas encontrados en estas tierras muestras de su sincretismo cultural, con una naturaleza preponderante, un pueblo con fe arraigada por San Isidro Labrador, sones de mazurca y mucho calor humano es lo que se ve en Condega.
El municipio, también, posee diversas manifestaciones culturales y artísticas que se evidencian en habilidades para las manualidades artesanales, elaboración de instrumentos musicales de cuerdas, cerámica de barro decorativo y utilitario, juguetería de madera, corte, confección y estampados, cestería de carrizo, artículos de talabarterías, calzado y diversos productos de uso personal.

### Expresiones Folklóricas: Baile y música
Los bailes más frecuentes en las comunidades son la polka y la mazurca, se refiere que hasta mediados del siglo pasado los bailes estaban asociados a festividades religiosas, como matrimonios, bautizos, velorios y celebraciones de santos.
El 14 de mayo se baila al Santo San Isidro Labrador, en la comunidad El Culse y luego viene en procesión al pueblo y se coloca el santo en el árbol de tamarindo, ubicado en el barrio Alcides Meza, de la Alcaldía Municipal media al sur y una cuadra al este; y se arregla el lugar alusivo al campo.
En las fiestas de San Isidro participaban alrededor de 20 grupos musicales de campesinos, que bajaban de las comunidades a tocar música en vivo en la tradición Alfarera. Actualmente se han retirado muchos grupos musicales, solo se cuenta con 5 grupos.
En Condega se identifica el movimiento musical campesino que hoy lo integran grupos de música y solistas. Todo ello ha contribuido al fortalecimiento y desarrollo de tradiciones y costumbres, los condeganos rezan, pero también cantan y tocan la guitarra de manera particular, con sabor norteño, alegre y romántico, son personas amables, hospitalarias y orgullosas de su ciudad, destacándose el grupo musical "Ducuale Grande".
La música tradicional de las festividades religiosas, sobresalen las polkas, mazurcas norteñas y el vals. En la purísima, los cantos más populares son: Tu Gloria, Toda hermosa eres María, Alabado sea el Santísimo, Ave María, La Guadalupana, María fue coronada, Adiós Reina del Cielo, además contratan chicheros y los coros cristianos de las parroquias y sonidos, ya grabados.

### Gastronomía
Existen algunas recetas tradicionales basadas en el uso de hojas y flores con las cuales elaboran alimentos que se consumen en las zonas rurales: tortas de flor madreado, tortas de flor de gualiqueme, almíbar de flor de gualiqueme, almíbar de flor de izote, guiso de flor de izote, guiso de flor de piñuela y almíbar de piñuela.
En relación con las comidas tradicionales en el ambiente urbano, se mencionan con especial preferencia, el “sancocho de res”, “sopa de res y gallina” y los tradicionales “nacatamales”.
En el parque venden el tradicional “vigorón”, diferente al de otros lugares por el tipo de charrasca que se utiliza y el chile. 
También se pueden encontrar en toda época los elotes cocidos, las güirilas y tamales de maíz verde.
Producen licor a base de maíz como la chicha y la cususa, para el consumo popular.
Durante los meses de agosto y septiembre, se celebra la feria del maíz en las comunidades de Pire, San Diego, El Tule, El Jocote y El Bramadero.
Entre los platos típicos de la localidad están: la montuca, plato originario de Pueblo Nuevo y ahora es un referente gastronómico de toda la región segoviana. Entre los panes y dulces se destacan el marquesote y polvorón.
La bebida tradicional es la sozolca (chicha de maíz sin fermentar).

#### Comidas de Cuaresma
Comidas: Sopa de cuajada y pescado, sopa de torta de arroz, tamales pisques, sopa de rosquillas.
Dulces típicos: Bienmesabe, buñuelos, curbasá y en las comunidades hacen pan casero.
Bebidas: Cocteles, refrescos naturales (los que están en temporada).

#### Comidas de Diciembre
Gallina india rellena, nacatamales, lomo relleno de cerdo y de res horneado.
Bebidas: El rompope, sangría y el vino.

### Museos, bibliotecas y centros culturales

#### Museo Arqueológico "Julio César Salgado"
La colección de este museo fue formada en 1984 y donada en 1986 a la Casa de Cultura de la Alcaldía Municipal de Condega. Las piezas que se exhiben son muestras del pasado histórico-cultural; se aprecian diseños, formas y decoraciones que revelan la habilidad artística de los indígenas que habitaron en la región, donde se encuentran 45 piezas y más de 3,000 fragmentos. 
Como anexo, se encuentra, el Museo de la Casa de Cultura que cuenta con objetos de lítica que destacan algunos tipos de cerámica por su decoración con rostros antropomorfos (humano) y zoomorfos (jaguares, monos y lagartos), incensarios, vasijas de tipo ulúa (procedentes de Honduras) decoradas en rojo sobre naranja, metates, morteros, urnas funerarias, piedras de moler, sellos, entre otros. También, se encuentra una sala de costumbres y tradiciones del municipio.

#### Biblioteca Municipal "Julio César Ríos"
El municipio cuenta con la Biblioteca Municipal "Julio César Ríos", que es la única biblioteca pública en la zona urbana, esta tiene dos salas, una infantil donde hay libros de cuentos e ilustraciones y otra para el público en general.
La biblioteca ha recibido ayudas para su infraestructura, servicios básicos y la adquisición de libros de parte del Cuerpo de Paz, el Instituto de Cultura y la Alcaldía de Condega.

### Artesanía
El municipio posee diversas manifestaciones culturales y artísticas que se evidencian en habilidades para las manualidades artesanales, elaboración de instrumentos musicales de cuerdas, cerámica de barro decorativo y utilitario, juguetería de madera, corte, confección y estampados, cestería de carrizo, artículos de talabarterías, calzado y diversos productos de uso personal.
La tradición artística contemporánea de la industria cerámica es una ocupación típica de las mujeres, quienes moldean de manera rústica el barro, fabrican utensilios de uso doméstico como ollas frijoleras, comales, jarras para café y vasijas para almacenar agua, en la comunidad de Ducuale Grande, a seis kilómetros al noreste de Condega y que conservan la tradición alfarera ancestral del municipio. Esta actividad tradicional permite a los pobladores actuales de Condega identificarse plenamente con la denominación local de “Tierra de alfareros”.
La artesanía de productos en madera y en cuero es también una actividad importante en Condega urbana y periurbana. Existen varios reconocidos talleres, como el de Pedro Montenegro, Taller de Artesanías «El Guacamayo», ubicado en el kilómetro 183, donde elaboran alhajeros, collares, aretes, pulseras, carros clásicos, joyeros y adornos de todo tipo con madera de alta calidad, hasta llegar a una variedad de 300 artesanías diferentes, que son vendidas a base de pedidos locales y extranjeros; y otros como: Ayquelito y Rey de Reyes, que realizan muebles con madera de colores, además de herramientas utilitarias, adornos y accesorios de calidad. Algunas de estos productos se realizan en comunidad San José de Pire y se ofrecen a la venta en la ciudad.
También, se encuentran los talleres que elaboran artesanía en carrizo y bejucos con lo cual elaboran productos utilitarios. Ducuale Grande es hoy en día es la comunidad que más conserva esta tradición.
La elaboración de puros, es también una de las técnicas artesanales tradicionales de Condega, industria derivada del abundante cultivo de tabaco en el territorio.
La comunidad de Pire conserva la tradición de elaborar productos a partir de fibra vegetal: canastos, petates, sombreros, adornos y otras obras finamente tejidas, elaboradas a partir de las fibras que les suministra la flora local y utilizando la experiencia trasmitida a través de la tradición y la conservadora costumbre familiar local.

## Sitios de interés
El tipo de piezas arqueológicos incluyen:
Litica: son objetos que se elaboraban por procedimientos de percusión, dándole forma hasta el posterior afilamiento y pulimento de puntas de flechas, lanzas, cuchillas, hachas a base de pedernal, calcedonia, jaspe, obsidiana, etc.
Metates: se utilizaban para moler maíz, como asentaderos, sillas de trono y para juegos infantiles. Hay de diferentes tamaños: medianos, grandes; hay toscos y finos; sin patas, con tres o cuatro patas; patas redondas y trianqulares labradas y adornadas con trazos geométricos; sencillos sin decoración y con decoración delantera con cabeza de animales.
Morteros: son recipientes de madera que utilizaron para machacar alimentos y sustancias minerales, vegetales y animales; para preparar medicinas y colorantes para cerámica, o tenir tejidos. Hay de diferentes tamaños y características: de forma redonda, sin patas, con patas, con protuberancias globulares y decoración indecisa.
El Museo de Condega exhibe unas 300 piezas, entre ellas ollas fúnebres, incensarios, metates y morteros, la mayoría de la zona urbana; pero también se conservan piezas de la zona rural. “Todas las piezas son valiosas, pero las más históricas y que han sido clasificadas 
son los incensarios, que datan de unos 300 años después de Cristo, y las ollas fúnebres que tienen una antigüedad de más de 800 años antes de Cristo”, explicó Rugama. Estas piezas fueron encontradas en el solar de doña Felicita Aráuz y en el Barrio “20 de septiembre”, donde todavía existen fragmentos de esas piezas, agregó.
El museo también exhibe fragmentos de sostenes de vasijas, instrumentos que los 
indígenas utilizaban para hilar, raspar el cuero y los sellos que usaban los 
indígenas o antepasados. También exhibe una colección de ídolos que donó don Arcadio Aráuz, pero según 
algunos arqueólogos, son imitaciones. Solamente han sido estudiados e 
investigados los incensarios, las originales ollas fúnebres y algunas vasijas, señaló. 
Este centro alberga algunas piezas del Océano Pacífico, Honduras, El Salvador y Costa Rica, 
producto de un intercambio que hicieran Julio Salgado y Arcadio Aráuz, 
principales recolectores de las piezas del museo. Entre las piezas hay algunas que son del mar y fueron donadas por doña Urania Baldovinos. Otras personas que se han preocupado porque en el museo se guarden piezas arqueológicas, son Irma Centeno y Carlos Zavala.

## Festividades
En el municipio de Condega, se celebra la principal festividad tradicional y patronal, durante quince días del 10 al 25 de mayo, siendo su día principal, el 15 de mayo, en honor al santo patrono del municipio, San Isidro Labrador.
Los campesinos con gran alegría salen de sus comunidades a celebrar a San Isidro Labrador, con música en vivo lo que ha contribuido al fortalecimiento y desarrollo de tradiciones y costumbres. Los feligreses rezan, pero también cantan y tocan la guitarra de manera particular, con sabor norteño, alegre y romántico, son personas amables, hospitalarias y orgullosas de su municipio.
En la celebración a San Isidro labrador, los promesantes llevan semillas de granos básicos (frijoles y maíz) y se las colocan al pie de la imagen con la fe de tener buenas cosechas.
También se celebra con mucha algarabía y fervor cristiano, en el mes de julio al Divino Niño, en octubre a San Judas Tadeo y el día 12 de diciembre se celebra a la Virgen de Guadalupe. En la celebración a la Virgen de Guadalupe los promesantes se visten de inditos o se pintan de negro y bailan al son de los músicos y chicheros en la procesión.
La celebración a San Isidro Labrador, patrono del municipio, del mismo modo como patrono de los agricultores, también se realiza una feria agropecuaria, de igual manera se celebra el aniversario del Ascenso de Condega de Villa a Ciudad, una peña cultural y actualmente el desarrollo del Rally Ciclístico de la Ruta de Sandino.
También se hace la coronación de la reina de las fiestas patronales que se realiza el 15 de mayo.  Las Dianas participan en la celebración de las fiestas del santo patrono San Isidro Labrador y en celebración de la Virgen de Guadalupe, con chicheros y haciendo un recorrido por todas las calles principales del pueblo entre las 4:00 a. m. y 5:00 a. m., con juegos pirotécnicos.
Las fiestas tradicionales concluyen con el desfile hípico y se realiza el último fin de semana de mayo, participan alrededor de 300 caballistas a nivel nacional, a partir de la 1:00 p. m. y 6:00 p. m. El recorrido inicia del bar y restaurante Las Vegas, recorre las calles principales del municipio y finaliza con la tertulia, en honor al Santo Patrono del municipio, San Isidro Labrador.
El municipio de Condega, tiene barrera y se realizan corridas de toros, todos los fines de semana del mes de mayo, en honor a San Isidro Labrador, el Patrono del municipio.
En Semana Santa, se realizan viacrucis, misas, procesiones, se hace la escenificación de la pasión de Cristo frente a la iglesia católica.
El 2 de noviembre, día de los difuntos, las familias visitan a sus deudos y enfloran sus tumbas, algunas coronas que colocan son de papel y otras de flores naturales, participan de la misa que se realiza ese día en el cementerio municipal. También limpian y pintan las tumbas donde descansan sus familiares.
En diciembre, la celebración de la Purísima, los cambios son varios, por ejemplo: la gorra antes era de dulces tradicionales, caña, naranja, banano, mandarina. En la actualidad son envases de plástico como: panas, vasos, baldes. Además, llevan meneítos, y galletas. Contratan chicheros, coros cristianos de las parroquias y sonidos ya grabados.
En Navidad, en el municipio se realizan las pastorelas, se reza la novena al Niño Dios, en cada barrio hay una persona que tradicionalmente reza la novena y da brindis, canastitas de palma, caramelos, galletas, atolito de millón con canela, a las personas presentes.